# رادیواکتیو (ترانه ایمجین درگنز)
«رادیواکتیو» (به انگلیسی: Radioactive) یک تک‌آهنگ از ایمجین دراگنز است که در سال ۲۰۱۳ میلادی منتشر شد.
این تک‌آهنگ در چارت‌های، سوئد در رتبه اول و در چارت‌های، استرالیا، دانمارک، سوئیس، اتریش، نیوزلند، جزو ده ترانه اول قرار گرفت.